# 키스 미 스투피드
《키스 미 스투피드》(영어: Kiss Me, Stupid)는 1964년 개봉한 미국의 섹스 코미디 영화이다. 빌리 와일더가 감독과 공동각본을 맡았으며, 안나 보나치의 희곡 L'ora della fantasia  가 영화의 원작이다.

## 출연

### 주연
- 딘 마틴
- 킴 노박

### 조연
- 레이 월스톤
- 펠리시아 파
- 클리프 오스몬드
- 바바라 펩퍼
- 스킵 워드
- 도로 메란드
- 보보 루이스
- 앨리스 피어스
- 존 피들러
- 하워드 맥니어
- 클리프 노턴
- 멜 블랭크
- 에일린 오닐
- 번 호프만
- 헨리 깁슨
- 앨런 덱스터
- 헨리 벡맨

## 기타
- 원작자: 안나 보나치
- 협력프로듀서: I.A.L. 다이아몬드
- 협력프로듀서: 도안 해리슨
- 미술: 알렉상드르 트로너
- 의상: 빌 토머스
- 배역: 린 스터마스터